# Aire urbaine d'Aurillac
L'aire urbaine d'Aurillac était une aire urbaine française centrée sur l'unité urbaine d'Aurillac. Elle occupait le 135e rang national par sa population. Depuis 2020, elle est remplacée par l'aire d'attraction d'Aurillac.

## Données générales
Le tableau suivant détaille la répartition de l'aire urbaine sur le département :
| Département | Communes | Communes (%) | Superficie (km²) | Superficie (%) | Population (2017) | Population (%) |
| ----------- | -------- | ------------ | ---------------- | -------------- | ----------------- | -------------- |
| Cantal      | 51       | 20,7         | 987,06           | 17,2           | 64 744            | 44,6           |

## Composition
Elle est composée des cinquante-et-une communes suivantes :
| Nom                       | Code Insee | Statut           | Superficie (km2) | Population (dernière pop. légale) | Densité (hab./km2) |
| ------------------------- | ---------- | ---------------- | ---------------- | --------------------------------- | ------------------ |
| Aurillac                  | 15014      |                  | 28,76            | 26 189 (2022)                     | 911                |
| Arpajon-sur-Cère          | 15012      |                  | 47,67            | 6 363 (2022)                      | 133                |
| Ayrens                    | 15016      |                  | 25,5             | 618 (2022)                        | 24                 |
| Carlat                    | 15028      |                  | 20,88            | 390 (2022)                        | 19                 |
| Cayrols                   | 15030      |                  | 9,22             | 297 (2022)                        | 32                 |
| Crandelles                | 15056      |                  | 12,46            | 870 (2022)                        | 70                 |
| Cros-de-Montvert          | 15057      |                  | 29,28            | 192 (2022)                        | 6,6                |
| Cros-de-Ronesque          | 15058      |                  | 16,23            | 147 (2022)                        | 9,1                |
| Freix-Anglards            | 15072      |                  | 17,69            | 216 (2022)                        | 12                 |
| Giou-de-Mamou             | 15074      |                  | 14,23            | 736 (2022)                        | 52                 |
| Jussac                    | 15083      |                  | 18,43            | 2 040 (2022)                      | 111                |
| Labrousse                 | 15085      |                  | 19,86            | 480 (2022)                        | 24                 |
| Lacapelle-del-Fraisse     | 15087      |                  | 15,29            | 402 (2022)                        | 26                 |
| Lacapelle-Viescamp        | 15088      |                  | 15,62            | 520 (2022)                        | 33                 |
| Lafeuillade-en-Vézie      | 15090      |                  | 16,54            | 591 (2022)                        | 36                 |
| Laroquebrou               | 15094      |                  | 17,15            | 791 (2022)                        | 46                 |
| Laroquevieille            | 15095      |                  | 15,68            | 349 (2022)                        | 22                 |
| Lascelle                  | 15096      |                  | 19,1             | 266 (2022)                        | 14                 |
| Leucamp                   | 15103      |                  | 13,5             | 244 (2022)                        | 18                 |
| Marmanhac                 | 15118      |                  | 24,24            | 686 (2022)                        | 28                 |
| Montvert                  | 15135      |                  | 11,37            | 113 (2022)                        | 9,9                |
| Naucelles                 | 15140      |                  | 11,69            | 2 164 (2022)                      | 185                |
| Nieudan                   | 15143      |                  | 12,4             | 106 (2022)                        | 8,5                |
| Omps                      | 15144      |                  | 12,62            | 318 (2022)                        | 25                 |
| Parlan                    | 15147      |                  | 24,12            | 470 (2022)                        | 19                 |
| Polminhac                 | 15154      |                  | 29,03            | 1 205 (2022)                      | 42                 |
| Prunet                    | 15156      |                  | 27,34            | 686 (2022)                        | 25                 |
| Reilhac                   | 15160      |                  | 8,89             | 1 094 (2022)                      | 123                |
| Roannes-Saint-Mary        | 15163      |                  | 36,29            | 1 104 (2022)                      | 30                 |
| Rouffiac                  | 15165      |                  | 23,12            | 188 (2022)                        | 8,1                |
| Le Rouget-Pers            | 15268      | commune nouvelle | 24,28            | 1 288 (2022)                      | 53                 |
| Roumégoux                 | 15166      |                  | 13,29            | 329 (2022)                        | 25                 |
| Saint-Cirgues-de-Jordanne | 15178      |                  | 16,24            | 139 (2022)                        | 8,6                |
| Saint-Étienne-Cantalès    | 15182      |                  | 11,21            | 124 (2022)                        | 11                 |
| Saint-Étienne-de-Carlat   | 15183      |                  | 10,62            | 124 (2022)                        | 12                 |
| Saint-Gérons              | 15189      |                  | 16,68            | 229 (2022)                        | 14                 |
| Saint-Mamet-la-Salvetat   | 15196      |                  | 51,49            | 1 537 (2022)                      | 30                 |
| Saint-Paul-des-Landes     | 15204      |                  | 19               | 1 538 (2022)                      | 81                 |
| Saint-Santin-Cantalès     | 15211      |                  | 34,28            | 285 (2022)                        | 8,3                |
| Saint-Simon               | 15215      |                  | 27,27            | 1 142 (2022)                      | 42                 |
| Saint-Victor              | 15217      |                  | 13,53            | 96 (2022)                         | 7,1                |
| Sansac-de-Marmiesse       | 15221      |                  | 14,35            | 1 388 (2022)                      | 97                 |
| La Ségalassière           | 15224      |                  | 6,57             | 123 (2022)                        | 19                 |
| Teissières-de-Cornet      | 15233      |                  | 9,32             | 322 (2022)                        | 35                 |
| Teissières-lès-Bouliès    | 15234      |                  | 19,51            | 339 (2022)                        | 17                 |
| Velzic                    | 15252      |                  | 11,26            | 402 (2022)                        | 36                 |
| Vézac                     | 15255      |                  | 15,02            | 1 314 (2022)                      | 87                 |
| Vezels-Roussy             | 15257      |                  | 12,87            | 131 (2022)                        | 10                 |
| Vitrac                    | 15264      |                  | 17,88            | 269 (2022)                        | 15                 |
| Yolet                     | 15266      |                  | 9,82             | 595 (2022)                        | 61                 |
| Ytrac                     | 15267      |                  | 38,37            | 4 316 (2022)                      | 112                |

## Évolution démographique
L'évolution démographique ci-dessous concerne l'aire urbaine selon le périmètre défini en 2010.
| 1968   | 1975   | 1982   | 1990   | 1999   | 2007   | 2012   | 2017   |
| ------ | ------ | ------ | ------ | ------ | ------ | ------ | ------ |
| 55 499 | 60 280 | 62 747 | 64 528 | 64 392 | 65 057 | 64 991 | 64 744 |

## Caractéristiques en 1999
D'après la définition qu'en donne l'INSEE, l'aire urbaine d'Aurillac était composée de 30 communes, situées dans le Cantal. Ses 56 830 habitants faisaient d'elle la 128e aire urbaine de France.
Deux communes de l'aire urbaine étaient des pôles urbains.
Le tableau suivant détaille la répartition de l'aire urbaine sur le département (les pourcentages s'entendent en proportion du département) :
| Département | Communes | Communes (%) | Superficie (km²) | Superficie (%) | Population (1999) | Population (%) |
| ----------- | -------- | ------------ | ---------------- | -------------- | ----------------- | -------------- |
| Cantal      | 30       | 11,5         | 590,58           | 10,3           | 56 830            | 37,7           |